# Vasileios Tsolakidis
Vasileios Tsolakidis (Grecia, 9 de septiembre de 1979) es un gimnasta artístico griego, especialista en el ejercicio de barras paralelas,
con el que ha conseguido ser subcampeón mundial de bronce en 2011.

## 2011
En el Mundial celebrado en Tokio consigue la plata en las barras paralelas, quedando tras el estadounidense Danell Leyva (oro) y empatado a puntos con el chino Zhang Chenglong, que también ganó la plata.